# Hoàng Liên (xã)
Hoàng Liên là một xã thuộc thị xã Sa Pa, tỉnh Lào Cai, Việt Nam.

## Địa lý

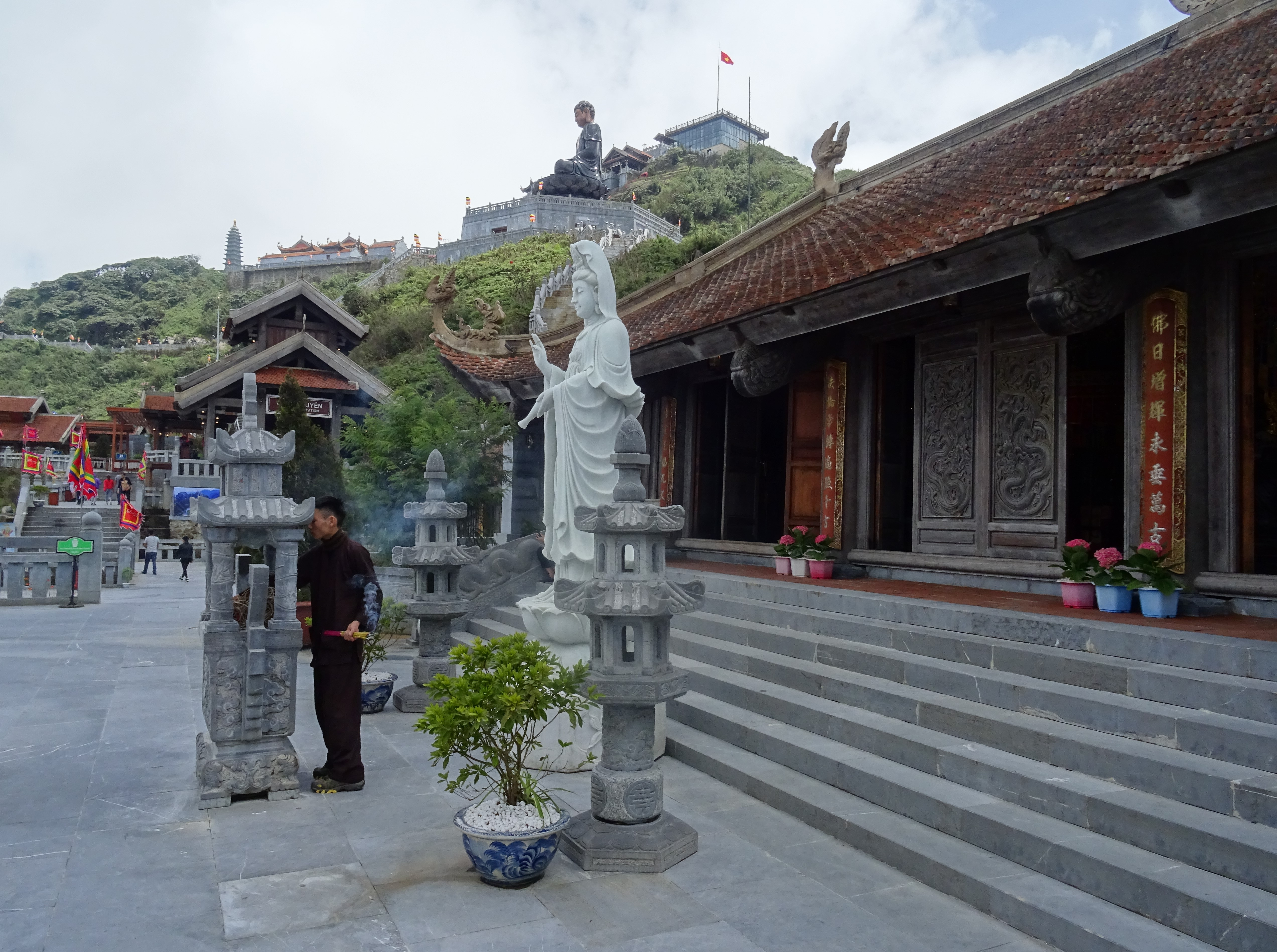
Một ngôi chùa trên đỉnh Fansipan

Xã Hoàng Liên nằm ở phía tây nam thị xã Sa Pa, có vị trí địa lý:
- Phía đông giáp phường Cầu Mây và xã Tả Van
- Phía tây giáp tỉnh Lai Châu
- Phía nam giáp tỉnh Lai Châu và xã Tả Van
- Phía bắc giáp các phường Ô Quý Hồ, Phan Si Păng và Cầu Mây.

Xã có diện tích 69,03 km², dân số năm 2018 là 5.319 người, mật độ dân số đạt 77 người/km².

## Hành chính
Xã Hoàng Liên được chia thành 8 thôn: Cát Cát, Lao Chải San I, Lao Chải San II, Lao Hàng Chải, Lồ Lao Chải, Sín Chải, Ý Lình Hồ 1, Ý Lình Hồ 2.

## Lịch sử
Địa bàn xã Hoàng Liên trước đây tương ứng với phần lớn hai xã Lao Chải và San Sả Hồ thuộc huyện Sa Pa.
Đến năm 2018, xã Lao Chải có diện tích 29,21 km², dân số là 3.991 người; xã San Sả Hồ có diện tích 55,84 km², dân số là 4.468 người.
Ngày 11 tháng 9 năm 2019, Ủy ban Thường vụ Quốc hội ban hành Nghị quyết 767/NQ-UBTVQH14 (nghị quyết có hiệu lực từ ngày 1 tháng 1 năm 2020). Theo đó:
- Thành lập thị xã Sa Pa trên cơ sở toàn bộ diện tích và dân số của huyện Sa Pa
- Điều chỉnh một phần diện tích và dân số của hai xã Lao Chải và San Sả Hồ để thành lập các phường: Cầu Mây, Ô Quý Hồ, Phan Si Păng, Sa Pa và Sa Pả
- Thành lập xã Hoàng Liên thuộc thị xã Sa Pa trên cơ sở sáp nhập 21,87 km² diện tích tự nhiên, 1.970 người còn lại của xã Lao Chải và 47,16 km² diện tích tự nhiên, 3.349 người còn lại của xã San Sả Hồ.

Sau khi thành lập, xã Hoàng Liên có 69,03 km² diện tích tự nhiên và 5.319 người.